# Frinton-on-Sea
Frinton-on-Sea est une petite ville résidentielle balnéaire du district de Tendring dans l'Essex, en Angleterre. Elle fait partie de la « paroisse de Frinton et Walton ».

## Histoire
Jusqu'à l'Époque victorienne, Frinton ne consistait qu'en une église, quelques fermes et une poignée de maisonnettes.
Dans les années 1890, l'industriel Richard Powell Cooper (1847-1913) qui possédait déjà le terrain de golf, achète les droits de Peter Bruff. Powell Cooper avait des vues différentes sur les aménagements futurs du site.
Le « Sea Defence Act de 1903 » projette de stabiliser les falaises en séparant l'esplanade de la mer.

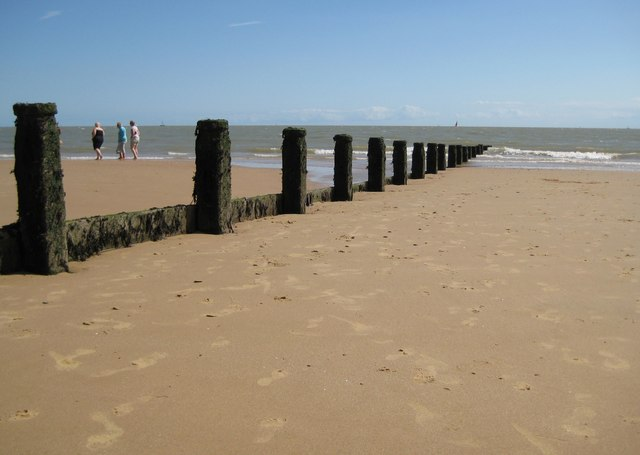
Aménagements pour retenir le sable.

Dans la première moitié du XXe siècle, la ville attire la haute société. Palmiers, boutiques de luxe sur Connaught Avenue, hôtels haut de gamme le long de l'Esplanade, un tournoi de tennis (juste classé après celui de Wimbledon), renforcent l'attractivité de la station. Le prince de Galles, Édouard VIII, fréquente le golf club et Winston Churchill y loue une maison.
Frinton est la dernière localité attaquée par la Luftwaffe, en 1944.
En 2015, bien que la délinquance soit à un très bas niveau, 300 résidents décident de financer, à hauteur de 100 £ chacun par an, une milice de sécurité privée sur une partie de la ville, de sept heures du matin à sept heures du soir. Cette décision provoque les critiques de la police de l'Essex et du responsable judiciaire, Nick Alston.

## Personnalités
- Ross Davidson, acteur, a vécu à Frinton-on-Sea avant sa mort en octobre 2006.

- James McKenna, acteur qui a joué Jack Osborne dans Hollyoaks, y habite.

- Mike Read, disc-jockey et David Hamilton, présentateur de radio y ont vécu [4].

- David Evans, cofondateur d'AOL UK et d'AOL Canada a grandi à Frinton-on-Sea avant de fréquenter l'école de Colchester.

- Richard Cobb (1917 - 1996), professeur d'Histoire moderne de l'Université d'Oxford, est né dans la ville.

- Alfred 'Ken' Gatward, aviateur, meneur de groupe DSO, DFC avec barrette, a participé à une mission sur Paris pendant la Seconde Guerre mondiale[5], il a vécu en ville.